# Polonia en los Juegos Olímpicos de Sankt Moritz 1928
Polonia estuvo representada en los Juegos Olímpicos de Sankt Moritz 1928 por un total de 26 deportistas que compitieron en 5 deportes.  
El portador de la bandera en la ceremonia de apertura fue el esquiador de fondo Andrzej Krzeptowski. El equipo olímpico polaco no obtuvo ninguna medalla en estos Juegos.